# El toro fenómeno
El toro fenómeno és una pel·lícula de animació muda espanyola dirigida per Fernando Marco, un conegut historietista espanyol que només va tenir aquesta obra en la seva incursió cinematogràfica.
Considerada la primera pel·lícula cinema d'animació espanyol. Es tracta d'una paròdia de les corrides de toros on es narrava la lídia d'un toro que aconseguia espantar tant al torero com als banderillers a causa de les seves enormes banyes.
La pel·lícula es va realitzar en 1917 amb un tomavistes de Pathé Frères que va ser adaptat en el laboratori d'Hispano Films a Madrid. Finalment es va estrenar el 29 de maig de 1919 al cinema "Royalty" amb bastant èxit. No obstant això cal esmentar que en l'actualitat és qualificada com una "pel·lícula perduda" al no existir-ne cap còpia.